# RIT Tigers

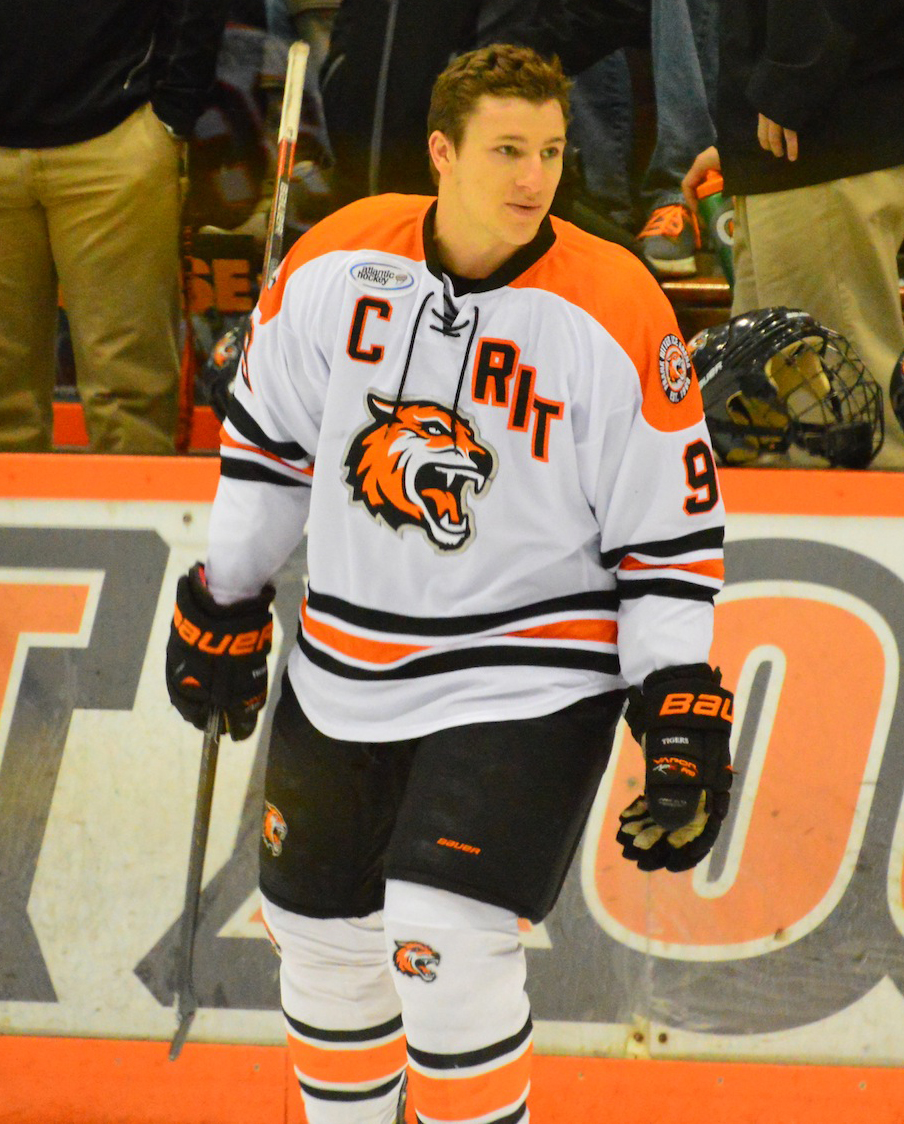
Matt Garbowsky, 2014.

RIT Tigers är en idrottsförening tillhörande Rochester Institute of Technology och har som uppgift att ansvara för universitetets idrottsutövning.

## Idrotter
Tigers deltager i följande idrotter:
| Herrar - Baseboll - Basket - Brottning - Fotboll - Friidrott - Ishockey - Lacrosse - Rodd - Simhopp - Simning - Tennis - Terränglöpning | Damer - Basket - Cheerleading - Fotboll - Friidrott - Ishockey - Lacrosse - Rodd - Simhopp - Simning - Softboll - Tennis - Terränglöpning - Volleyboll |

## Idrottsutövare

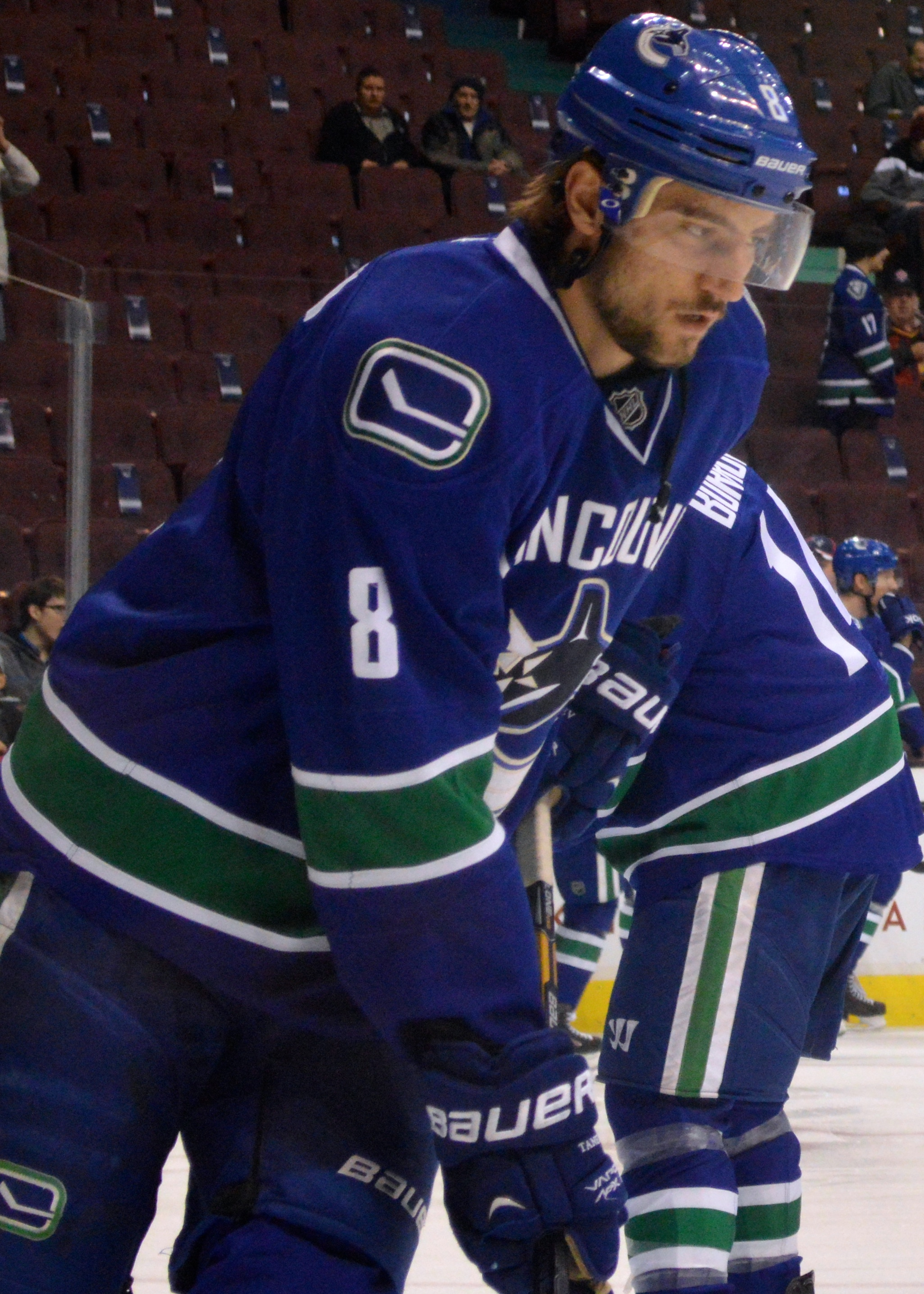
Christopher Tanev.

| Brottning - Matt Hamill Ishockey - Steve Pinizzotto - Christopher Tanev |